# ترزا گرنتز
ترزا گرنتز (انگلیسی: Theresa Grentz؛ زادهٔ ۲۴ مارس ۱۹۵۲) بازیکن بسکتبال، و سرمربی (بسکتبال) اهل ایالات متحده آمریکا است.